# Ocularia pantosi
Ocularia pantosi là một loài bọ cánh cứng trong họ Cerambycidae.